# Lee Friedlander
Lee Norman Friedlander (* 14. Juli 1934 in Aberdeen, Washington) ist ein US-amerikanischer Fotograf.

## Leben
Friedlanders Mutter Kaari Nurmi stammte aus Finnland, sein Vater Fritz Friedlander hatte wiederum deutsch-jüdische Wurzeln. Bereits mit 14 Jahren verdiente er mit dem Fotografieren eigenes Geld, mit 18 schrieb er sich am Art Center ein, einer privaten Kunsthochschule in Pasadena. 1956 zog er schließlich nach New York.
Durch seine schwarz-weißen Dokumentaraufnahmen wurde Friedlander als kritischer Chronist des Alltags in den USA bekannt. Er fotografierte anfangs Straßenszenen und wandte sich später auch anderen fotografischen Genres wie Akt, Landschaft, Blumen, Bäume, Selbstporträts (Self Portraits, 1970) und der Darstellung unterschiedlicher Berufe zu. Kennzeichnend für seine Fotografie ist die Arbeit in Serien. In den 1960ern lieferte er auch Coverfotos für einige Alben von Atlantic Records. In den späten 1970ern erstellte er Reportagen zu vergessenen Denkmälern der US-amerikanischen Geschichte (American Monuments, 1976), zu Arbeitslosigkeit und anderen Themen (z. B. American Musicians, 1998). Viel Aufmerksamkeit erhielt Friedlanders Opus At Work. Hier versammeln sich sechs verschiedene Serien zur Industriearbeit, zwischen Schwerindustrie und Call-Center. Seiner Meinung nach ist das Fotobuch die beste Möglichkeit, Bilder darzustellen oder auch zu veröffentlichen, denn hier hat der Fotograf die Möglichkeit, ganze Bilderserien abzuschließen.
Friedlanders Arbeiten wurden 1963 erstmals in einer Einzelausstellung im George Eastman House in Rochester vorgestellt. Friedlander wurde besonders von Walker Evans beeinflusst und unterrichtete u. a. an der University of Minnesota. 1999 wurde er in die American Academy of Arts and Sciences gewählt. Seit 2007 ist er gewähltes Mitglied der American Philosophical Society.
Friedlander lebt und arbeitet in New York. Der Cellist Erik Friedlander ist sein Sohn.

## Werk
In seinem Werk ist zu bemerken, dass er sogenannte Bildfehler in seine Bilder mit einbaut. Eines seiner bekanntesten Werke ist ein Porträt, bei dem das Gesicht des Porträtierten nur halb zu sehen ist, weil sich vor dem Gesicht eine eingeschaltete Glühbirne befindet.

## Ausstellungen (Auswahl)
- 1963 George Eastman House, Rochester (New York), USA
- 1967 New Documents. mit Garry Winogrand und Diane Arbus, The Museum of Modern Art, New York, USA
- 1977 150 Jahre Fotografie documenta 6, Kassel[5]
- 2003 Die Photographische Sammlung/SK Stiftung Kultur Köln
- 2004 Jeu de Paume – Site Sully, Paris, Frankreich
- 2005 MoMA – The Museum of Modern Art, New York, USA
- 2005 Fotografien 1956–2004, Haus der Kunst, München
- 2007 Fotografien 1956–2004, La Caixa Forum, Barcelona
- 2010 America by Car, Whitney Museum of American Art, New York
- 2021 Retrospektive, C/O Berlin[6]

## Bücher (Fotobände)
- Lee Friedlander, Self Portrait, 1970.
- Lee Friedlander, Cray at Chippewa Falls, 1987.
- Lee Friedlander, The American Monument, 1976.
- Lee Friedlander, Nudes, 1991.
- Lee Friedlander, Maria, 1992.
- Lee Friedlander, American Musicians, 1998.
- Lee Friedlander: Stems, Steidl, Göttingen 2003.
- Lee Friedlander: At Work, Steidl, Göttingen 2003.
- Lee Friedlander: America by Car. Fraenkel Gallery, San Francisco 2010, ISBN 978-1-935202-07-3.
- Lee Friedlander & Pierre Bonnard: Photographs & Drawings, Steidl, Göttingen 2015
- Thomas Zander: Double Elephant. Vier Bände im Schuber zu Garry Winogrand, Manuel Álvarez Bravo, Walker Evans und Lee Friedlander. Steidl, Göttingen 2015, ISBN 978-3-86930-743-5.
- Lee Friedlander: Chain Link. Steidl, Göttingen 2017, ISBN 978-3-95829-259-8.
- Arbus, Friedlander, Winogrand – New Documents 1967 – Die legendäre Ausstellung. Museum of Modern Art, New York, und Schirmer Mosel, München 2017, ISBN 978-3-8296-0790-2.

## Preise und Ehrungen (Auswahl)
- 1990 MacArthur Fellow
- 2004 Ehrendoktorwürde der University of Pennsylvania[7]
- 2005 Internationaler Preis für Fotografie, Hasselblad-Stiftung, Göteborg, Schweden